# Ernesto Presas
Ernesto Presas (20 de maio de 1945 - 1 de novembro de 2010) foi um mestre de artes marciais filipino, fundador do sistema de artes marciais conhecido como Kombatan.